# 161 a. C.
El año 161 a. C. fue un año del calendario romano prejuliano. En el Imperio romano, fue conocido como el año 593 Ab Urbe condita.

## Acontecimientos
- Enviados de Judas Macabeo concluyen un tratado de amistad con el Senado romano.